# Nässjö stadshus

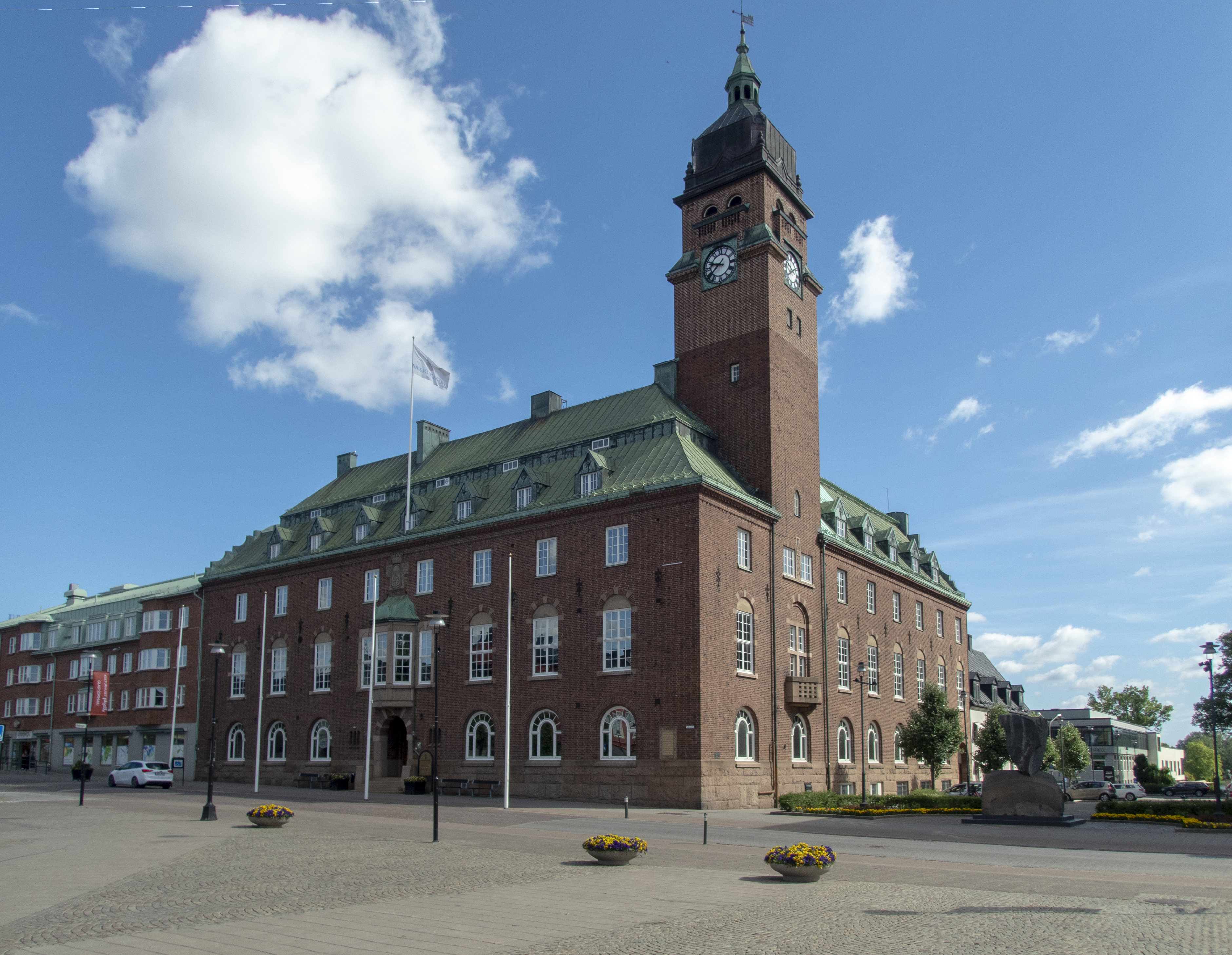
Stadshuset i Nässjö

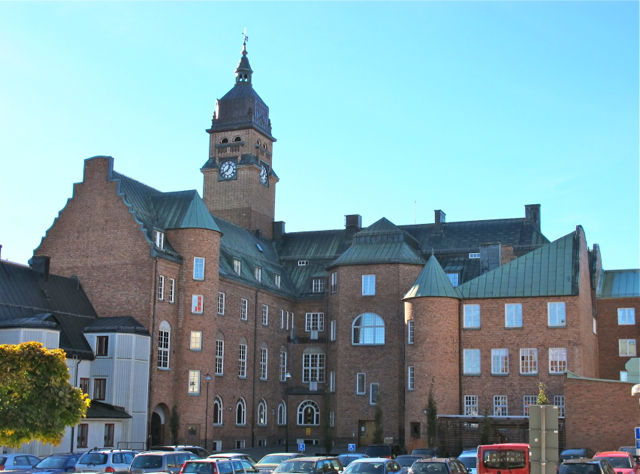
Stadshuset i Nässjö sett från Kulturhuset Pigalle

Nässjö stadshus är en byggnad i centrala Nässjö, som inrymmer en del av Nässjö kommuns centrala förvaltning.
Byggnaden tillkom på initiativ av källarmästare Carl Peterson, som var ordförande för det dåvarande municipalsamhället, som 1914 skulle bilda Nässjö stad.
Tanken var att bygga ett rådhus med såväl magistrat som rådhusrätt. Så blev det emellertid inte, eftersom inga nybildade städer under 1900-talet fick egen jurisdiktion. Namnet Rådhusgatan minner dock fortfarande om dessa planer. I stället kom byggnaden att kallas stadshus.
Efter Carl Petersons död donerades 250 000 kronor till uppförandet av stadshuset. Det byggdes i nationalromantisk stil efter ritningar av arkitektfirman Ewe & Melin (Carl Melin och August Ewe) från Malmö. Byggnaden inrymde ursprungligen, förutom kommunalförvaltningen, även bland annat systembutik, festsal och polisstation.
Byggnaden, som är byggnadsminne , inrymmer numera tre av kommunens förvaltningar. I tornet finns ett klockspel.